# Pestjaki
Pestjaki (russisch Пестяки́) ist eine Siedlung städtischen Typs in der Oblast Iwanowo in Russland mit 4028 Einwohnern (Stand 14. Oktober 2010).

## Geographie
Der Ort liegt etwa 110 km Luftlinie ostsüdöstlich des Oblastverwaltungszentrums Iwanowo. Er befindet sich am Pureschok (auch Purech genannt), der über den Landech dem Luch zufließt, wenige Kilometer von der Grenze zur Oblast Nischni Nowgorod entfernt.
Pestjaki ist Verwaltungszentrum des Rajons Pestjakowski sowie Sitz und einzige Ortschaft der Stadtgemeinde Pestjakowskoje gorodskoje posselenije.

## Geschichte

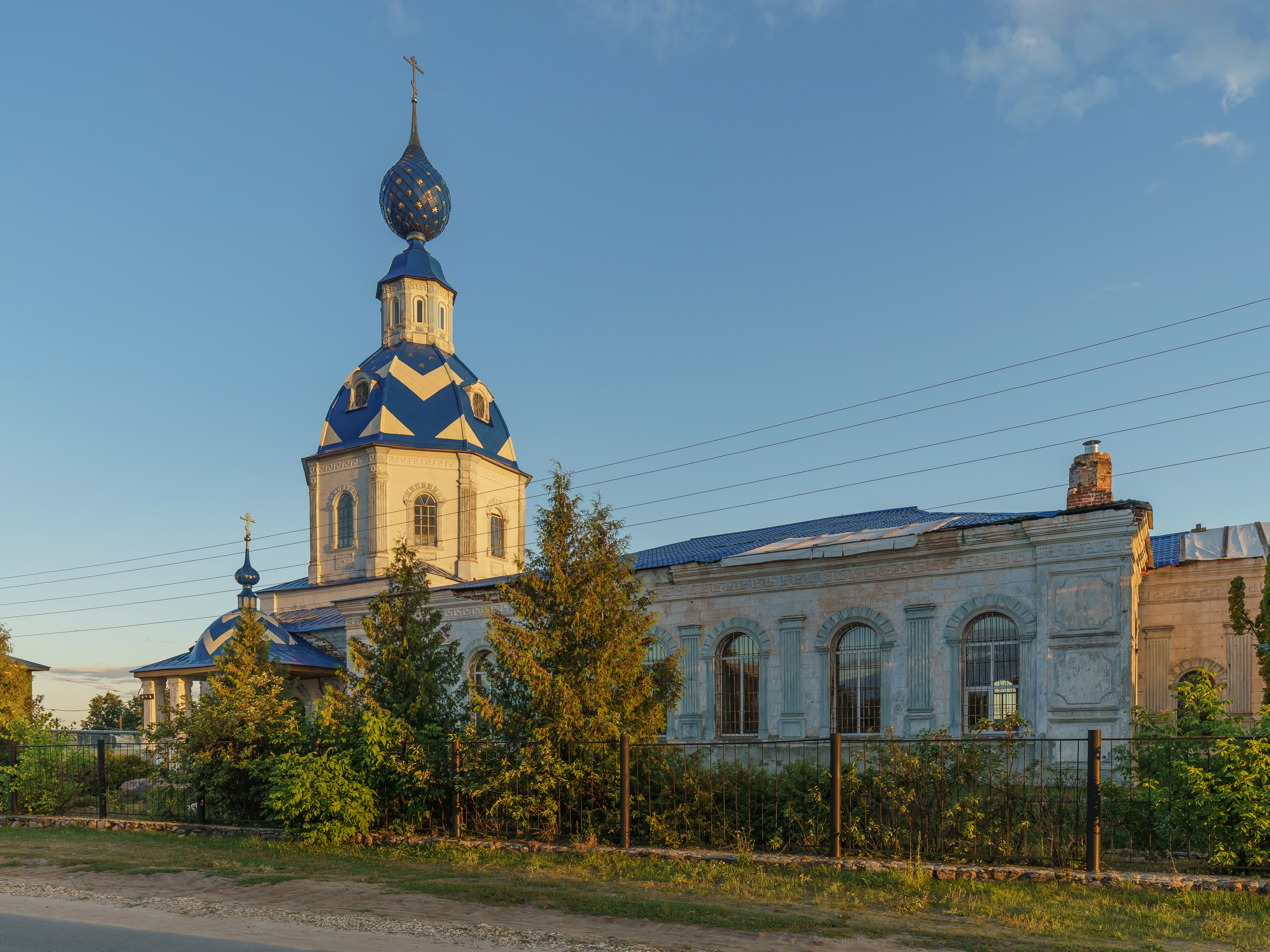
Kirche in Pestjaki

Der Ort wurde erstmals 1379 als Verbringungsort litauischer Gefangener nach einem Feldzug Dmitri Donskois urkundlich erwähnt. Im 18. Jahrhundert wurde eine Tuchfabrik errichtet.
Am 30. August 1931 wurde Pestjaki Verwaltungssitz eines neu geschaffenen, nach ihm benannten Rajons. 1959 erhielt der Ort den Status einer Siedlung städtischen Typs.

### Bevölkerungsentwicklung
| Jahr | Einwohner |
| ---- | --------- |
| 1897 | 1550      |
| 1939 | 2817      |
| 1959 | 4472      |
| 1970 | 4399      |
| 1979 | 4731      |
| 1989 | 4903      |
| 2002 | 4319      |
| 2010 | 4028      |

Anmerkung: Volkszählungsdaten

## Verkehr

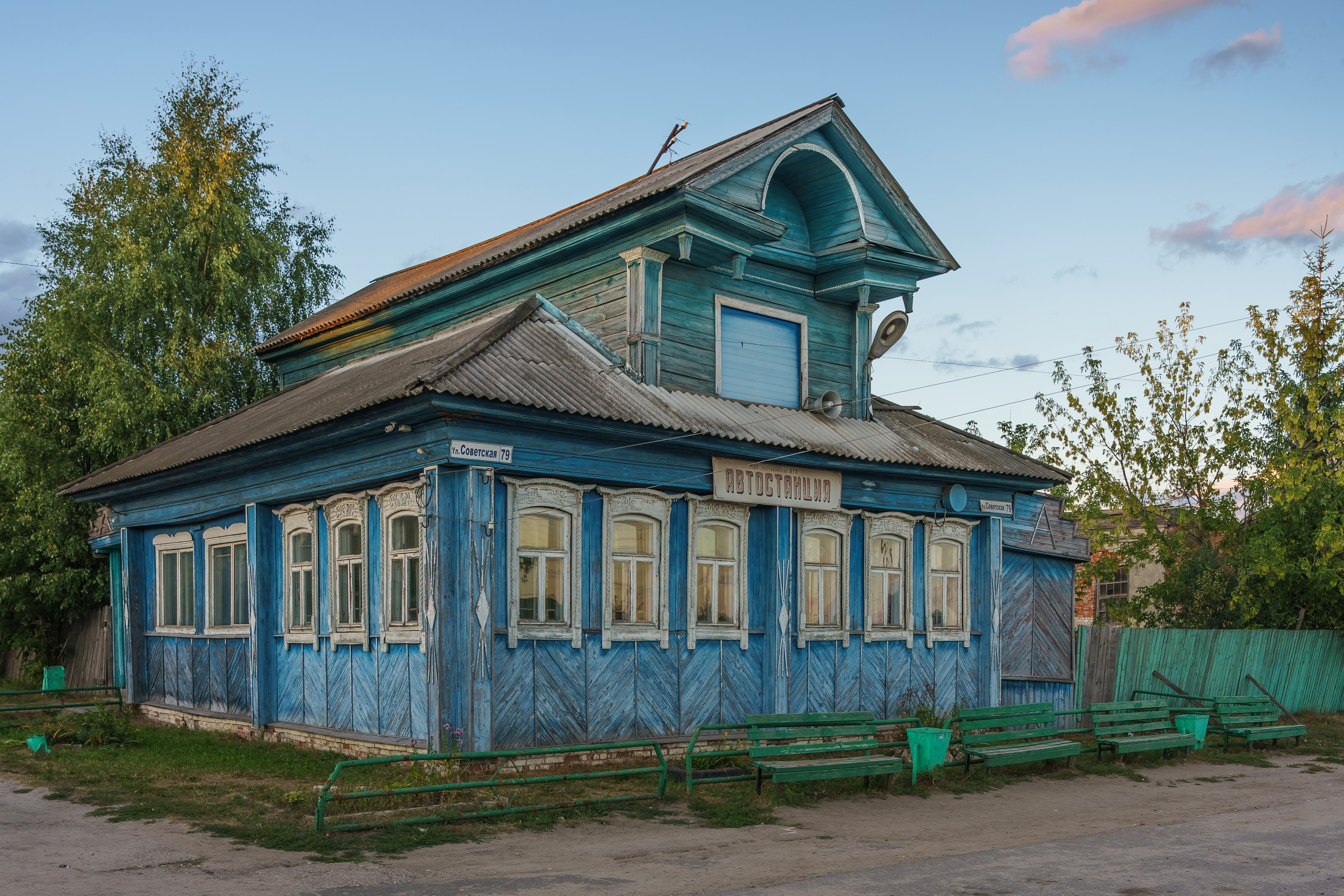
Busbahnhof in Pestjaki

Durch Pestjaki verläuft die Regionalstraße 24K-260 vom 80 km westlich gelegenen Schuja zur Grenze der Oblast Nischni Nowgorod; dort weiter als 22R-0152 nach Nischni Nowgorod.
Die nächstgelegene Bahnstation befindet sich gut 50 km östlich in Sawolschje an der Wolga, Endpunkt einer Nebenstrecke von Nischni Nowgorod.